# Augustin Buzura

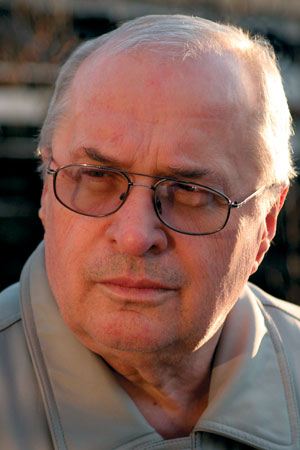
Augustin Buzura

Augustin Buzura (ur. 22 września 1938 w Berința, Marmarosz, zm. 10 lipca 2017) – rumuński pisarz i dziennikarz. Tworzył głównie psychologiczne powieści o problematyce współczesności, m.in. Ambicje.
Odznaczony Krzyżem Wielkim Orderu Narodowego Zasługi.